# Thalassodes albifimbria
Thalassodes albifimbria là một loài bướm đêm trong họ Geometridae.